# Earth Observing System
L'Earth Observing System (EOS) è un programma della NASA per l'osservazione della Terra dallo spazio, comprendente una serie di satelliti artificiali e di strumenti scientifici posti in orbita attorno al pianeta. Obiettivo del programma è l'osservazione dei fenomeni di lunga durata che interessano la superficie dei continenti, la biosfera, l'atmosfera e gli oceani della Terra. Il programma costituisce la principale risorsa del programma di ricerca Earth Science Enterprise della NASA, il cui scopo è "sviluppare una migliore comprensione della Terra e della risposta ai cambiamenti naturali e determinati dalle attività umane allo scopo di giungere a migliori previsioni dei rischi climatici, meteorologici e, in generale, naturali, cui possono incorrere le generazioni presenti e future".

## Lista delle missioni spaziali

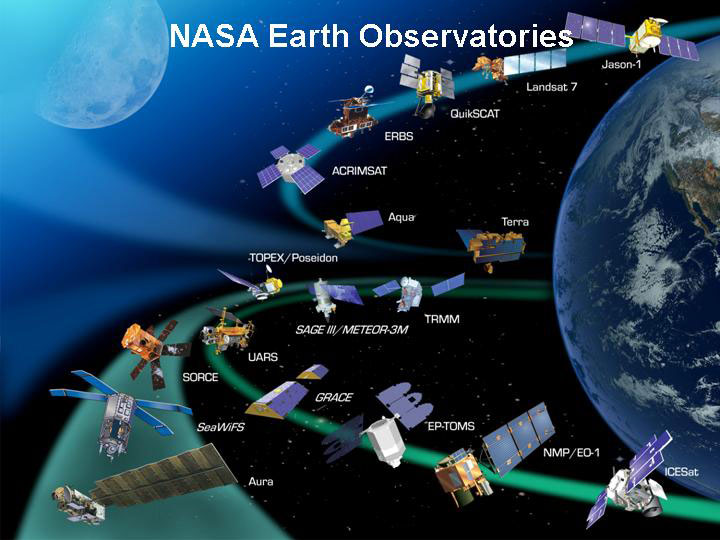
Satelliti della NASA per l'osservazione della Terra.

Segue la lista delle missioni spaziali sviluppate nell'ambito del programma. È indicata la data di lancio e l'eventuale collaborazione di altre agenzie, nazionali o internazionali.
| Satellite            | Lancio                 | Lancio                                 | Ente           |
| Satellite            | Data                   | Sito                                   | Ente           |
| -------------------- | ---------------------- | -------------------------------------- | -------------- |
| SeaWiFS              | 1º agosto 1997         |                                        |                |
| TRMM                 | 27 novembre 1997       | Tanegashima                            | NASA / JAXA    |
| Landsat 7            | 15 aprile 1999         | Vandenberg                             | NASA           |
| QuikSCAT             | 19 giugno 1999         | Vandenberg                             | NASA / JPL     |
| Terra                | 18 dicembre 1999       | Vandenberg                             | molteplici     |
| ACRIMSAT             | 20 dicembre 1999       | Vandenberg                             | NASA / JPL     |
| NMP/EO-1             | 21 novembre 2000       |                                        | NASA / Goddard |
| Jason 1              | 7 dicembre 2001        |                                        | NASA / CNES    |
| Meteor 3M-1/Sage III | 10 dicembre 2001       | Baikonur                               |                |
| GRACE                | 17 marzo 2002          |                                        |                |
| Aqua                 | 4 maggio 2002          | Vandenberg                             | molteplici     |
| ADEOS II/Midori II   | 12 dicembre 2002       |                                        |                |
| ICESat               | 12 gennaio 2003        | Vandenberg                             | NASA           |
| SORCE                | 25 gennaio 2003        | Cape Canaveral                         | NASA           |
| Aura                 | 16 luglio 2004         | Vandenberg                             | molteplici     |
| CloudSat             | 28 aprile 2006         | Vandenberg                             | NASA           |
| CALIPSO              | 28 aprile 2006         | Vandenberg                             | NASA           |
| Hydros               | giugno 2006            |                                        |                |
| NPOESS               | da definire            |                                        | NASA / NOAA    |
| OCO                  | 23 febbraio 2009       | Il satellite non ha raggiunto l'orbita | NASA / NOAA    |
| Aquarius             | maggio 2010 (previsto) |                                        |                |
| NMP/EO-3             |                        |                                        |                |